# España durante la guerra de la Independencia española
El período en el que España es ocupada por las tropas francesas durante la guerra de la Independencia Española comprende desde 1808, con las sucesivas renuncias al trono  de Carlos IV, que cede sus derechos a Napoleón Bonaparte, y Fernando VII que devuelve la corona a su padre, conocidas como Abdicaciones de Bayona, hasta el Tratado de Valençay en 1813, y la restauración de Fernando VII en 1814. 
Durante esos años, el emperador de los franceses impuso a su hermano José como rey de España, que intentó mantener la Monarquía Española como un Estado satélite al servicio de los intereses del Primer Imperio Francés. Al tiempo, las autoridades españolas contrarias a los franceses declararon a Fernando VII  legítimo rey y establecieron un gobierno a través la organización de Juntas Locales y, más tarde, una Junta Suprema Central, con las que planificar la lucha contra los ejércitos napoleónicos.

## La Guerra de la Independencia

Mapa de las campañas francesas de invasión en España (1808-1812).

Tras la abdicación de Carlos IV y el motín de Aranjuez, el ejército francés estaba establecido en varias ciudades españolas, a la espera de la invasión de Portugal. Carlos IV pidió a Napoleón que le ayudara a recuperar el trono, y este, que negó su reconocimiento a Fernando VII como nuevo rey, sometió a fuertes presiones al mismo; el 6 de mayo Fernando VII devolvió la corona a Carlos IV, quien se apresuró a cedérsela a Bonaparte para que restableciera el orden. Fernando VII había nombrado una Junta de Gobierno presidida por el infante don Antonio, recibió presiones del jefe de las fuerzas francesas en España, el mariscal Joaquín Murat, para sacar de la cárcel a Godoy. Cedió la Junta y provocó irritación popular. Los franceses eran ya vistos como ejército de ocupación contrario al rey Fernando. El 2 de mayo Murat dio orden de que se trasladara a Francia al hijo menor de Carlos IV, el infante Francisco de Paula, con rebelión generalizada en las calles de la capital.

### La ocupación francesa
Murat estableció un plan de conquista en dos grandes ejércitos contra los núcleos de resistencia fernandina y aseguró la ruta entre Vitoria y Madrid; Zaragoza, Gerona y Valencia fueron asediadas y el ejército enviado a Andalucía tomó Córdoba y la saqueó. Cuando regresaban hacia Madrid les salió al paso el ejército del general Castaños el cual les infligió la derrota en Bailén el 22 de julio. Los franceses tuvieron que levantar los asedios y el rey José abandonó la capital para refugiarse en Vitoria. Esta victoria animó la resistencia contra Francia en varios países y en el otoño de 1808, el emperador entró en España y saqueó Burgos, derrotó los ejércitos y entró en Madrid el 2 de diciembre, por lo que José I regresó a la capital. Mientras, entró en España procedente de Portugal un ejército británico que fue obligado a retirarse a Galicia. A comienzos de 1810 la ofensiva imperial llegó hasta las proximidades de Lisboa, pero fue detenida en la línea fortificada tras la que estaban las fuerzas británicas, portuguesas y españolas.

### La España napoleónica

Mapa de la división en prefecturas de 1810 realizado por José I siguiendo el ejemplo de los departamentos franceses. Sin embargo, esta nueva división nunca entró en vigor totalmente pues este gobierno solo controlaba una parte del territorio español y, por otra parte, Napoleón planeaba la incorporación a Francia de las tierras al norte del Ebro.

Cuando Fernando VII partió hacia Bayona, en mayo de 1808, dispuso que todas las instituciones cooperaran con las autoridades francesas. En aras de dicha colaboración, el Consejo de Castilla aceptó la convocatoria en la localidad francesa de Bayona de una Asamblea de Notables españoles, a propuesta del emperador. El propio Consejo organizó la Asamblea, para los que fueron elegidos 150 individuos del clero, la nobleza, las ciudades, instituciones militares y económicas, y las universidades. De estos 150 solo acudieron a Bayona 65. La Asamblea ratificó el acceso a la Corona de José I y aprobó con pocos cambios un texto constitucional, elaborado por el entorno de Napoleón. La mayoría de los notables que asistieron a Bayona no percibieron ninguna contradicción entre su patriotismo y la colaboración con el nuevo rey. Al fin y al cabo, el relevo en la titularidad de la Corona se había efectuado, al menos en apariencia. Por otra parte, no era la primera vez que una dinastía extranjera ceñía la Corona española: al comenzar el siglo XVIII, la Casa de Borbón vino a España desde Francia, después de que el último miembro de la Casa de Habsburgo, Carlos II, falleciera sin descendencia.
José I promulgó el Estatuto de Bayona el 7 de julio de 1808. Como texto constitucional se encuadra dentro de las denominadas cartas otorgadas, porque no fue producto de un acto soberano de la nación reunida en Cortes, sino una concesión regia. El texto estaba imbuido de un espíritu reformista, acorde con el ideario ilustrado, pero adaptado a la realidad española para ganar el apoyo de las élites del Antiguo Régimen. Reconocía la confesionalidad católica del Estado y la prohibición de ejercer cualquier otra religión. No contenía una declaración expresa sobre la separación de poderes, pero invocaba la independencia del poder judicial. El poder ejecutivo residía en el rey y en sus ministros. Las Cortes eran estamentales, al modo del Antiguo Régimen, integradas por el Clero, la Nobleza y el Pueblo. Salvo en lo tocante al presupuesto, su capacidad para elaborar leyes estaba mediatizada por el poder del monarca. De hecho, el rey sólo estaba obligado a convocar Cortes una vez cada tres años. No contenía referencias expresas a la igualdad jurídica de los ciudadanos, aunque sí las había implícitas al prescribir la igualdad ante el impuesto, la abolición de los privilegios y la igualdad de derechos entre los españoles de América y la metrópoli. Asimismo, la Constitución reconocía la libertad de industria y de comercio, la supresión de privilegios comerciales y la eliminación de las aduanas internas.
Conforme se extendió la revuelta contra la ocupación, muchos de los que cooperaron al principio con la dinastía de Bonaparte abandonaron sus filas. Pero junto al rey José I permanecieron numerosos españoles, que nutrieron su administración y que fueron conocidos como los afrancesados, cuya mera existencia confiere a la Guerra de la Independencia un carácter de guerra civil. Los afrancesados eran herederos del reformismo ilustrado y vieron en la llegada de los Bonaparte la posibilidad de modernizar el país. Muchos habían ejercido responsabilidades de gobierno con Carlos IV. Era el caso, por ejemplo, de Francisco Cabarrús, antiguo responsable de finanzas, o de Mariano de Urquijo, Secretario de Estado. Pero también había escritores, como el dramaturgo Leandro Fernández de Moratín, eruditos como Juan Antonio Llorente o el matemático Alberto Lista, y músicos, como Fernando Sor. Amén de una pléyade de burócratas y militares de menor relieve.
A lo largo de la guerra, José I trató de ejercer plenamente su potestad como rey de España, preservando cierta autonomía para su gobierno frente a los designios de su hermano Napoleón. En este sentido, muchos afrancesados creyeron que la única posibilidad de mantener la independencia nacional pasaba por colaborar con la nueva dinastía, pues cuanto mayor fuera la resistencia frente a los franceses, mayor sería la subordinación del Reino al ejército imperial, y de la política a las necesidades de la guerra. De hecho, esto último fue lo que ocurrió: aunque en el territorio dominado por el rey José I una administración racional y moderna reemplazó a las instituciones del Antiguo Régimen, el permanente estado de guerra reforzó el poder de los mariscales franceses, que apenas permitieron actuar a las autoridades civiles. Al final de la contienda, cuando las tropas imperiales regresaron a Francia, partieron con ellas hacia el exilio entre 10 000 y 12 000 españoles que habían colaborado, de uno u otro modo, con la administración de José I.

## La revolución institucional

### Junta Suprema Central
La Junta de Gobierno y el Consejo de Castilla, instrumentos ahora de la política napoleónica, perdieron autoridad fuera de los núcleos controlados, el nombramiento de Murat como lugarteniente general del reino. Las instrucciones que Fernando VII hizo llegar para que encabezaran la resistencia fueron desobedecidas. Resurgieron viejas instituciones regionales, como las Cortes de Aragón o la Junta General del Principado de Asturias, mientras en otros lugares se creaban Juntas Supremas para cubrir el vacío de poder y dirigir la lucha contra los imperiales que buscaban asegurar la continuidad del Antiguo Régimen. Las diversas Juntas Provinciales fueron estableciendo mecanismos de coordinación. En las capitales se constituyeron Juntas Supremas que subordinaban a las provinciales. El Consejo de Castilla intentó constituir una Junta Suprema Central. El 25 de septiembre de 1808, se constituyó en Aranjuez la Junta Suprema y Gubernativa del Reino.

### Las cortes de Cádiz

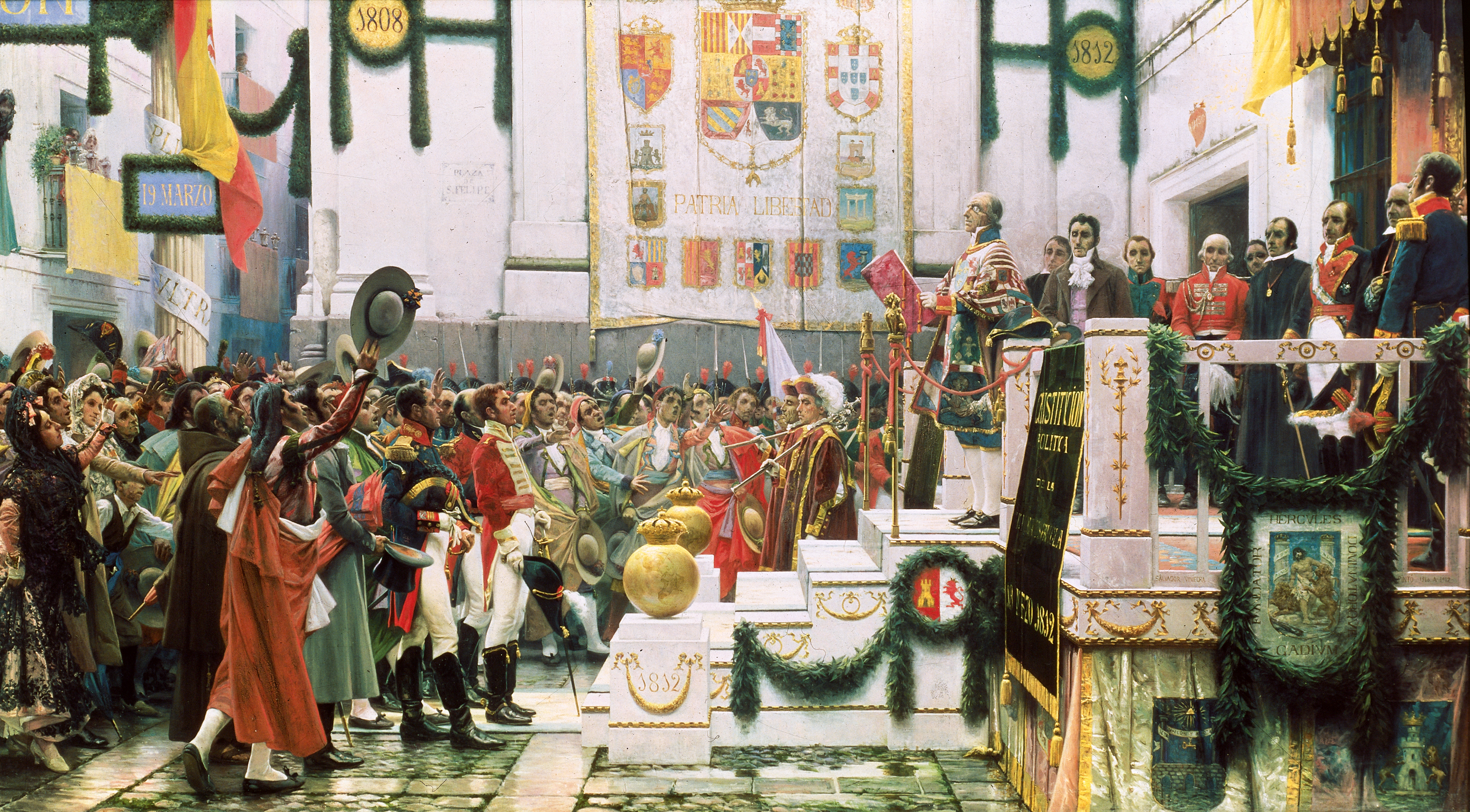
La promulgación de la Constitución de 1812, obra de Salvador Viniegra (Museo de las Cortes de Cádiz).

En 1810, la Junta Central tuvo que trasladarse de Sevilla a Cádiz para escapar del avance francés. Sus miembros la disolvieron y traspasaron sus poderes a un Consejo de Regencia. Los cinco regentes convocaron la reunión de las Cortes en Cádiz. Se preveían unas Cortes con representación estamental, pero ni en la metrópoli, ni en las colonias americanas, podían funcionar los mecanismos electorales, por lo que la asamblea perdió su carácter estamental en beneficio de la representación territorial, empleando suplentes entre los propios vecinos de Cádiz. Las Juntas de Gobierno de América no reconocieron soberanía al Consejo de Regencia ni a las Cortes de España.
En 1809, la Junta central había marcado un punto de ruptura con el régimen centralista borbónico respecto a la soberanía de América al otorgar representación soberana a los pueblos americanos en la real orden del 22 de enero de 1809. Las Abdicaciones de Bayona no podían traspasar el patrimonio del monarca sin el consentimiento del reino (doctrina del pacto). De manera que las Juntas americanas reasumieron su legitimidad no de la "Vacatio regis", considerada ilegítima, sino de las leyes de las Siete Partidas, que les reconocían "el derecho a constituirse en junta".

### La Constitución de 1812
Las Cortes abrieron sus sesiones en septiembre de 1810 en la Isla de León. Las componían 97 diputados (serían 223 en 1813 en Madrid) 47 eran suplentes de entre los residentes en Cádiz, aprobaban un decreto por el que manifestaban representar a la Nación española y se declaraban legítimamente constituidos en Cortes generales y extraordinarias, en las que residía la soberanía nacional. Juraban como rey a Fernando VII anulando la abdicación de Bayona, asumían en exclusiva la competencia legislativa y encomendaban la ejecutiva a la Regencia, dando cuenta esta a las Cortes. La Asamblea Extraordinaria subordinaba el poder ejecutivo al legislativo, estableciendo así el principio parlamentarista a partir de la división de poderes. Antes de redactar la Constitución, las Cortes aprobaron el Decreto de libertad de imprenta, abrió a los bandos políticos la posibilidad de exponer sus posiciones ante el tema de la Constitución e influir en la opinión pública. El proyecto sobre el que se basó la Constitución fue encomendado a una Comisión parlamentaria, redactada por uno de sus miembros y promulgada el 19 de marzo. Constaba de 384 artículos, 10 títulos y proclamaba la soberanía de la Nación española, unión de individuos, ciudadanos justos y benéficos y la religión católica oficial del Estado. Establecía una Monarquía parlamentaria con unas Cortes unicamerales, se sentaba la división de poderes, marcaba preponderancia del Legislativo sobre el Ejecutivo y se garantizaba así la independencia de los Tribunales. La Constitución terminaba con el orden estamental y con la monarquía absoluta. Era el instrumento fundamental para la construcción de un Estado que reflejara la nueva realidad nacional surgida de la larga contienda.

#### El desarrollo legislativo
Tras la aprobación de la Constitución, las Cortes continuaron sus sesiones con carácter extraordinario hasta septiembre de 1813, al retorno de Fernando, se transformaron en Cortes ordinarias. La Cámara legisló una serie de reformas sociales y económicas:
- Ley de señoríos, abolía los vínculos jurídicos que pervivían en el régimen señorial e incorporaba legalmente los señoríos jurisdiccionales, si se mantendrían como propiedad privada. Las Cortes validaron la desamortización eclesiástica de José I y suprimieron la Inquisición.
- En el terreno económico: declararon libertad de cultivo, venta y transporte de productos agrícolas, o la autorización para vallar sus fincas. Los diputados suprimieron el Concejo de Mesta. La Industria se legisló con libertad para crear empresas y contratar trabajadores (desaparecen gremios). La Hacienda no prosperó pero las Cortes apuntaron líneas de actuación futura del liberalismo; sustitución de las contribuciones indirectas o impuestos directos, supresión de las aduanas y cargas fiscales al comercio interior. El campesinado sin tierra y el proletariado industrial, sufrieron las consecuencias negativas del proceso de liberalización.

## La victoria aliada

Campañas de la coalición aliada de británicos y portugueses junto con los rebeldes españoles, para retomar la Península y expulsar las tropas napoleónicas (1812-1814).

Conforme los franceses iban controlando las zonas surgía otra forma de resistencia, las partidas guerrilleras, una táctica bélica muy eficaz, que ejerció un considerable desgaste en el ejército francés y sostuvo la moral de la población en las regiones ocupadas. Animada por gran mayoría del clero, convirtieron la resistencia en una cruzada religiosa y patriótica que contribuyó a que se consolidara un nacionalismo español vinculado a un ideal unitario de Estado y de comunidad cultural. 
El inicio de la campaña de Rusia y Wellington consiguieron que los franceses evacuaran Andalucía y gran parte de Castilla la Vieja y perdieran Madrid aunque lo volvieron a recuperar a final de año. En marzo de 1813, el rey abandonó la capital, amenazada por el ejército hispano-británico, la ofensiva aliada se intensificó y culminó en la batalla de Vitoria, que supuso el principio del fin de la ocupación francesa.